# 千葉市中央図書館
千葉市中央図書館（ちばしちゅうおうとしょかん）は、千葉県千葉市中央区にある公共図書館。千葉市図書館の中央館。千葉市生涯学習センターと同一の建物である。

## 歴史
1994年（平成6年）に千葉市中央図書館の整備計画が策定された。
2001年（平成13年）3月22日に落成式が行われ、同年4月1日に開館した。
2002年（平成14年）3月11日、千葉市生涯学習センターと合わせて入場者が100万人を突破した。2003年（平成15年）には日本図書館協会建築賞を受賞した。

## 特色
千葉県最大級の図書館である。読書、調査、研究などのニーズに対応すると共に、生涯学習の中核施設としての機能も持つ複合施設である。身障者や親子連れも使いやすいようにバリアフリー構造であり、省エネや環境にも配慮した建物である。

## 利用案内
交通アクセス
- JR千葉駅から徒歩8分[10]
- 千葉都市モノレール千葉公園駅から徒歩5分[10]
- JR千葉駅北口から千葉内陸バス「千葉駅」行で「中央図書館・生涯学習センター」下車

開館時間
- 平日： 9:30 - 21:00
- 土・日・祝日： 9:30 - 17:30

休館日
- 毎週月曜日（ただし祝日の場合は翌日）
- 毎月第3木曜日（同じく祝日の場合は翌日）。
- 特別整理期間
- 年末年始

## 周辺
- 千葉公園
- 千葉公園野球場
- 千葉競輪場